# Periplaneta banksi
Periplaneta banksi är en kackerlacksart som beskrevs av Hanitsch 1931. Periplaneta banksi ingår i släktet Periplaneta och familjen storkackerlackor. Inga underarter finns listade i Catalogue of Life.